# Филипос Пецалникос
Филипос Пецалникос (на гръцки: Φίλιππος Πετσάλνικος) е гръцки юрист и политик, депутат от Общогръцкото социалистическо движение (ПАСОК), председател на Гръцкия парламент от 2009 година.

## Биография
Пецалникос е роден в костурското село Маврово (на гръцки Маврохори), Гърция в 1950 година. Завършва право в Аристотелевия университет в Солун, а след това специализира право и финанси в университета в Бон, Германия, като за да се издържа е фабричен работник. В Германия развива синдикална дейност. Жени се за Мариеле Биедендиек, с която имат три деца.
Още при основаването на ПАСОК в 1974 година става негов член. Работи като адвокат. През 1984 – 1985 година е генерален секретар за образованието на възрастните хора към министерството на образованието. Избран е за депутат от ном Костур (Кастория) в 1985 година, на изборите юни и ноември 1989, 1990, 1993, 1996 and 2000 година. На конгреса на ПАСОК в 1994 година е избран за член на Централния комитет на партията и е преизбиран в 1996, 1999 и 2001 година. От 1996 до 1998 година е министър на Македония и Тракия, а от 1998 г. - министър на вътрешните работи в кабинета на ПАСОК до февруари 1999 година, когато подава оставка след скандала Оджалан. В 2004 и през септември 2007 година отново е избран за заместник-председател на парламента.
След предсрочните избори през 2009 година, спечелени от ПАСОК, Пецалникос е избран за председател на парламента.